# Blood of the Nations
Albums de Accept
Predator
(1996) Stalingrad
(2012)
Blood of the Nations est le titre du douzième album studio du groupe Accept, sorti le 20 août 2010,. C'est le premier album que le groupe sort depuis quatorze ans (depuis Predator en 96). Leur premier single « The Abyss » extrait de l'album est sorti en mai 2010 et contient de nouvelles chansons « The Abyss » et « Teutonic Terror ». Ce dernier titre a fait également l'objet d'un clip vidéo, où l'on voit le groupe jouer au milieu d'un champ de bataille, parmi des tanks et des obus.

## Nouvelle Formation
Ce nouvel album est intitulé Blood of the Nations ("Le sang des nations"). Ce sera le premier album d'Accept depuis Eat the Heat à ne pas faire appel au chant d'Udo Dirkschneider, ce dernier n'ayant pas souhaité participer à la reformation. C'est l'ancien chanteur de TT Quick, Mark Tornillo, qui prend la relève. Cette nouvelle formation inclut aussi le guitariste Hermann Franck (ancien guitariste de 1982 à 84 et en 2005) et le batteur Stefan Schwarzmann (batteur du groupe en 1994 et 2005). Le groupe se met dès lors à l'écriture de nouvelles chansons et enregistre un nouveau disque pour 2010 avec le producteur Andy Sneap (qui avait précédemment travaillé sur les disques de Megadeth, BLAZE, Exodus, Testament, Arch Enemy et Onslaught).
Lors d'un reportage de Blabbermouth sur l'enregistrement de ce nouvel album, le groupe est revenu sur les circonstances de la réunion :
« 
Hoffmann : « Tout a commencé en 2005, on a eu un tel succès lors des festivals, qu’on savait qu’on voulait revenir. Être là à faire un nouveau disque, c’est carrément incroyable, surtout d’avoir cette formation presque d’origine » […]
Baltes : « Udo était censé prendre part à ceci. Vous savez, quand on a fait les festivals en 2005. C'était un peu court. Mais Udo était déjà pris par U.D.O, ce qu'on pouvait comprendre. »
Hoffmann : « Puis tout à coup, comme je le disais, on a trouvé Mark. »

Baltes : « On était complètement étonnés parce que d'un seul coup on avait quelqu'un comme Udo, mais qui n'est pas un clone. Il a son propre caractère. »  »

## Musique
Le groupe a annoncé dans le reportage de Blabbermouth qu'il souhaitait revenir au style classique d'Accept. Selon Schwarzmann, il était question de revenir à l'« époque glorieuse » du groupe. Baltes parlait d'un album qui réunirait l'esprit des albums comme Breaker, Restless and Wild et Balls to the Wall. Wolf Hoffmann, le guitariste et compositeur principal du groupe précise à ce sujet : 

« je considère [...] comme une continuation de Restless and Wild (1982) et Balls to the Wall (1983). Je pense qu'il a un son bien actuel, grâce au travail de production d'Andy Sneap qui lui a conféré un côté moderne, mais les compositions en elles-mêmes et leurs mélodies, sont vraiment typique de ce que nous faisions au début des années 80. »

L'album, explique le guitariste, est constitué d'une douzaine de « titres mid-tempo typiques » du style classique « d'Accept sur lequel le public peut facilement chanter comme « Pandemic » ou « New World Coming », mais aussi des chansons plus rapides dans le style de Breaker, comme « Beat the Bastards » ».

## Textes
Contrairement aux habitudes du groupe, la parolière, Deaffy (pseudonyme de Gaby Hauke Hoffmann, manageuse d'Accept) ne s'est pas impliquée dans l'écriture des textes de cet album. Le groupe en a confié la charge au nouveau chanteur, Mark Tornillo. Comme l'explique Hoffmann : « Nous nous sommes dit que maintenant que nous avions un chanteur américain, nous n'avions plus besoin de demander à Deaffy d'écrire des paroles pour nous. »
Le groupe explique qu'il avait été amené à solliciter l'aide de Deaffy, parce qu'à l'époque, personne dans le groupe n'était à même de rédiger en anglais correct et dans un style un peu élaboré, les idées qu'ils avaient en tête, y compris Dirkschneider, dont les compétences en anglais restent encore limitées. L'arrivée de Tornillo dont la langue natale est l'anglais fut donc une occasion pour le groupe de pouvoir impliquer directement un musicien du groupe dans l'écriture.« Gaby s'est dit qu'il serait bien de laisser une chance au chanteur afin qu'il puisse écrire ses propres textes ». 

« On était tous d'accord pour dire qu'il était temps de donner à ce nouveau membre une chance de s'exprimer. Parce que a) Un chanteur chante probablement mieux s'il peut exprimer ses propres idées avec ses propres mots, et b) c'est sa langue maternelle, il était normal de lui donner sa chance. Avec Udo, on était un peu obligé de faire autrement vu qu'il ne parlait pas vraiment anglais et ne savait pas écrire les textes , »

En dépit du changement d'auteur, le groupe entend néanmoins garder l'orientation thématique des textes du groupe centrés sur les sujets de société. Pour Hoffmann, l'approche de Tornillo s'inscrit dans la continuité du style de Gaby :

« Ses textes traitent de société, de conflits, mais aussi de nos thèmes de prédilection comme l'aspect militaire clairement illustré par le nom de l'opus. La chanson « No Shelter », par exemple, traite des gens qui s'enrichissent à Wall Street, dont les actions reposent sur le MEDAF (« Modèle d'évaluation des actifs financiers »). Mark s'est inspiré de cette fameuse histoire financière qui a vu un fameux trader finir son parcours en prison. « Aucun refuge » pour lui (« No Shelter ») »

Tornillo reste cependant moins incisif vis-à-vis de l'armée que ne l'était Deaffy, préférant mettre l'accent sur l'aspect humain des soldats engagés s'efforçant d'accomplir ce qu'ils croient être leur devoir dans des conflits dont les enjeux bien souvent les dépassent.

## Liste des titres
| No  | Titre                | Paroles & Musique                          | Durée |
| --- | -------------------- | ------------------------------------------ | ----- |
| 1.  | Beat The Bastards    | Wolf Hoffmann, Mark Tornillo, Peter Baltes | 5:24  |
| 2.  | Teutonic Terror      | Wolf Hoffmann, Melo Mafali                 | 5:13  |
| 3.  | The Abyss            | Wolf Hoffmann, Mark Tornillo, Peter Baltes | 6:53  |
| 4.  | Blood Of The Nations | Wolf Hoffmann, Mark Tornillo, Peter Baltes | 5:37  |
| 5.  | Shades Of Death      | Wolf Hoffmann, Melo Mafali                 | 7:37  |
| 6.  | Locked and Loaded    | Wolf Hoffmann, Mark Tornillo, Peter Baltes | 4:28  |
| 7.  | Kill The Pain        | Wolf Hoffmann, Mark Tornillo, Peter Baltes | 5:47  |
| 8.  | Rollin' Thunder      | Herman Frank, Mark Tornillo                | 4:54  |
| 9.  | Pandemic             | Wolf Hoffmann, Mark Tornillo, Peter Baltes | 5:36  |
| 10. | New World Comin'     | Wolf Hoffmann, Mark Tornillo, Peter Baltes | 4:50  |
| 11. | No Shelter           | Wolf Hoffmann, Mark Tornillo, Peter Baltes | 6:04  |
| 12. | Bucketful of Hate    | Wolf Hoffmann, Mark Tornillo, Peter Baltes | 5:12  |

Bonus tracks des versions « import »
| No  | Titre            | Paroles & Musique                          | Durée |
| --- | ---------------- | ------------------------------------------ | ----- |
| 13. | Time Machine     | Wolf Hoffmann, Mark Tornillo, Peter Baltes |       |
| 14. | Land of the Free | Wolf Hoffmann, Mark Tornillo, Peter Baltes |       |

## Composition du groupe
- Mark Tornillo - Voix
- Wolf Hoffmann - Guitare
- Herman Frank - Guitare
- Peter Baltes - Basse
- Stefan Schwarzmann - Batterie

### Médiagraphie

#### Webographie
- Greg du Site ProgPower.com, « Teaser Interview – Accept », sur Progpower.com (via archive.org), 2010 (version du 2 septembre 2010 sur Internet Archive).
- « Accept In The Studio; Behind-The-Scenes Footage Posted Online », Blabbermouth.net, juin, 2010 (consulté le 15 juin 2010).